# چریشال
چریشال (به انگلیسی: Chrishall) یک روستا و محله مدنی در بریتانیا است که در آتلزفورد واقع شده‌است. چریشال ۵۵۵ نفر جمعیت دارد.